# زیبایی‌شناسی طبیعت
زیبایی‌شناسی طبیعت زیرمجموعه‌ای از اخلاق فلسفی است و به مطالعه اشیاء طبیعی از منظر زیبایی‌شناسی آنها اشاره دارد.

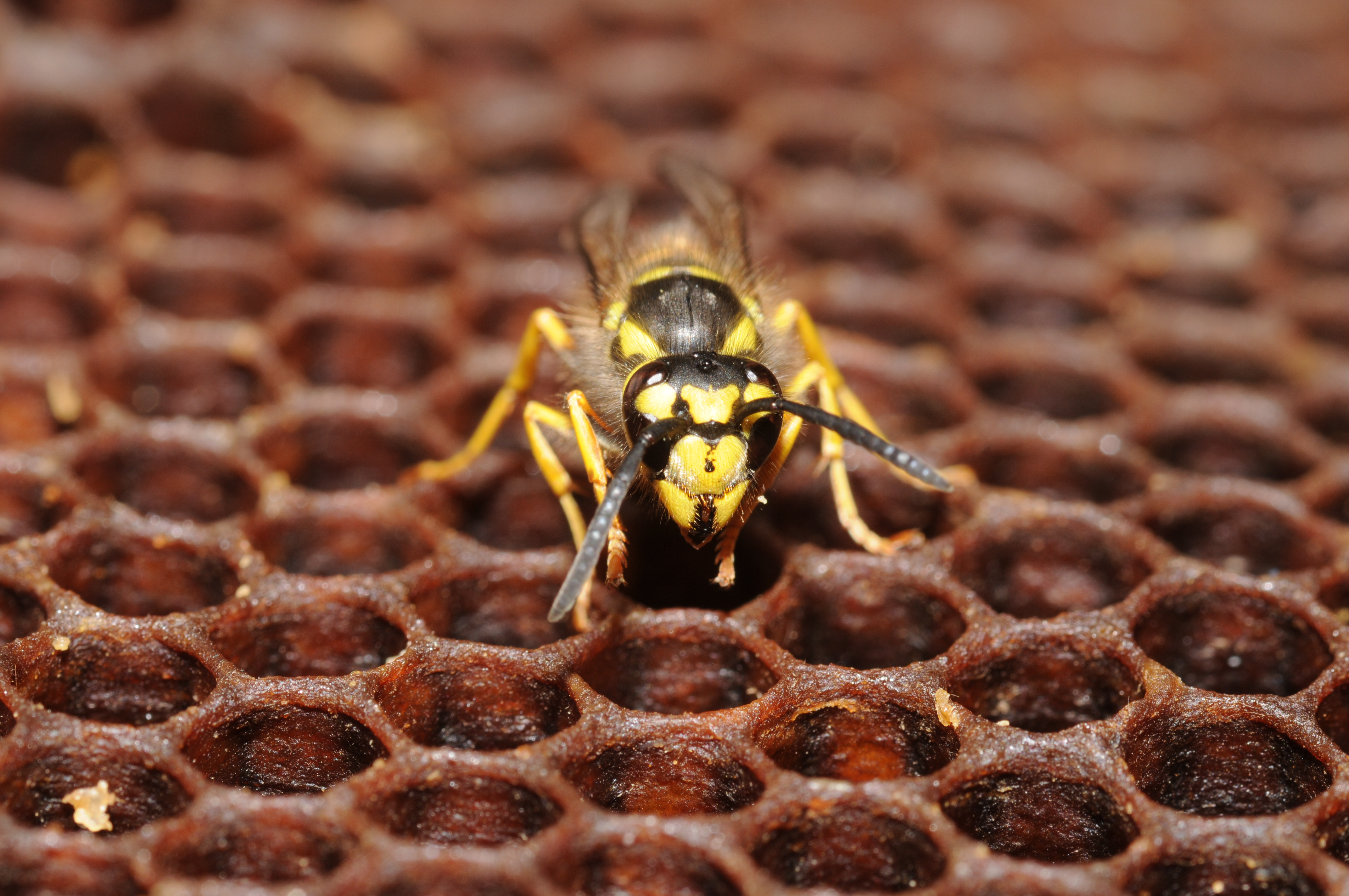
زنبور روی لانه زنبوری

## تاریخچه
زیبایی‌شناسی طبیعت به عنوان زیرشاخه‌ای از اخلاق فلسفی توسعه یافت. در قرن هجدهم و نوزدهم، زیبایی‌شناسی طبیعت مفاهیم بی‌طرفی، تصویر و معرفی ایده زیبایی‌شناسی مثبت را پیش برد. اولین تحولات عمده طبیعت در سده هجدهم میلادی رخ داد. مفهوم بی‌طرفی توسط بسیاری از متفکران توضیح داده شده بود. آنتونی اشلی-کوپر این مفهوم را به عنوان راهی برای توصیف مفهوم زیبایی‌شناسی معرفی کرد که بعدها توسط فرانسیس هاچسون بسط داده شد، کسی که آن را گسترش داد تا علایق و پیوندهای شخصی و فایده‌گرایانه با ماهیت کلی‌تر را از تجربه زیبایی‌شناسی حذف کند. این مفهوم توسط آرچیبالد آلیسون که آن را به حالت خاصی از ذهن ارجاع می‌داد، بیشتر توسعه یافت.

## نظریه‌ها
نظریه بی‌طرفی، درهایی را برای درک بهتر ابعاد زیبایی‌شناختی طبیعت بر اساس سه مفهوم‌سازی گشود:
- ایده زیبایی: این ایده در مورد باغ‌ها و مناظر اروپاییِ رام و پرورش‌یافته صدق می‌کرد[۴]
- ایده امر والا: این ایده، جنبه تهدیدآمیز و ترسناک طبیعت مانند کوه‌ها و طبیعت بکر را توضیح می‌داد؛ با این حال، وقتی از منظر بی‌طرفی به آن نگاه شود، می‌توان آن را از نظر زیبایی‌شناختی تحسین کرد، نه اینکه از آن ترسید یا نادیده گرفت[۵]
- مفهوم پیکچرسک: اصطلاح «پیکچرسک» به معنای «تصویر مانند» است، جایی که جهان طبیعی به گونه‌ای تجربه می‌شود که گویی به صحنه‌های هنری تقسیم شده است[۶]

اشیایی که به عنوان زیبا تجربه می‌شوند، معمولاً کوچک، صاف و با رنگ‌های ملایم هستند. در مقابل، اشیایی که به عنوان والا دیده می‌شوند، معمولاً قدرتمند، شدید و ترسناک هستند. اشیاء زیبا ترکیبی از هر دو هستند که می‌توانند متنوع و نامنظم، غنی و قدرتمند و حتی پر جنب و جوش دیده شوند.

## تحولات قرن بیست و یکم
رویکردهای شناختی و غیرشناختی به طبیعت، تمرکز خود را از محیط‌های طبیعی به بررسی محیط‌های انسانی و تحت تأثیر انسان معطوف کرده‌اند و بررسی‌های زیبایی‌شناسی از زندگی روزمره را توسعه داده‌اند. (کارلسون و لینتوت، ۲۰۰۷؛ پارسونز ۲۰۰۸؛ کارلسون 2010)

## دیدگاه‌های انسانی و ارتباط با طبیعت

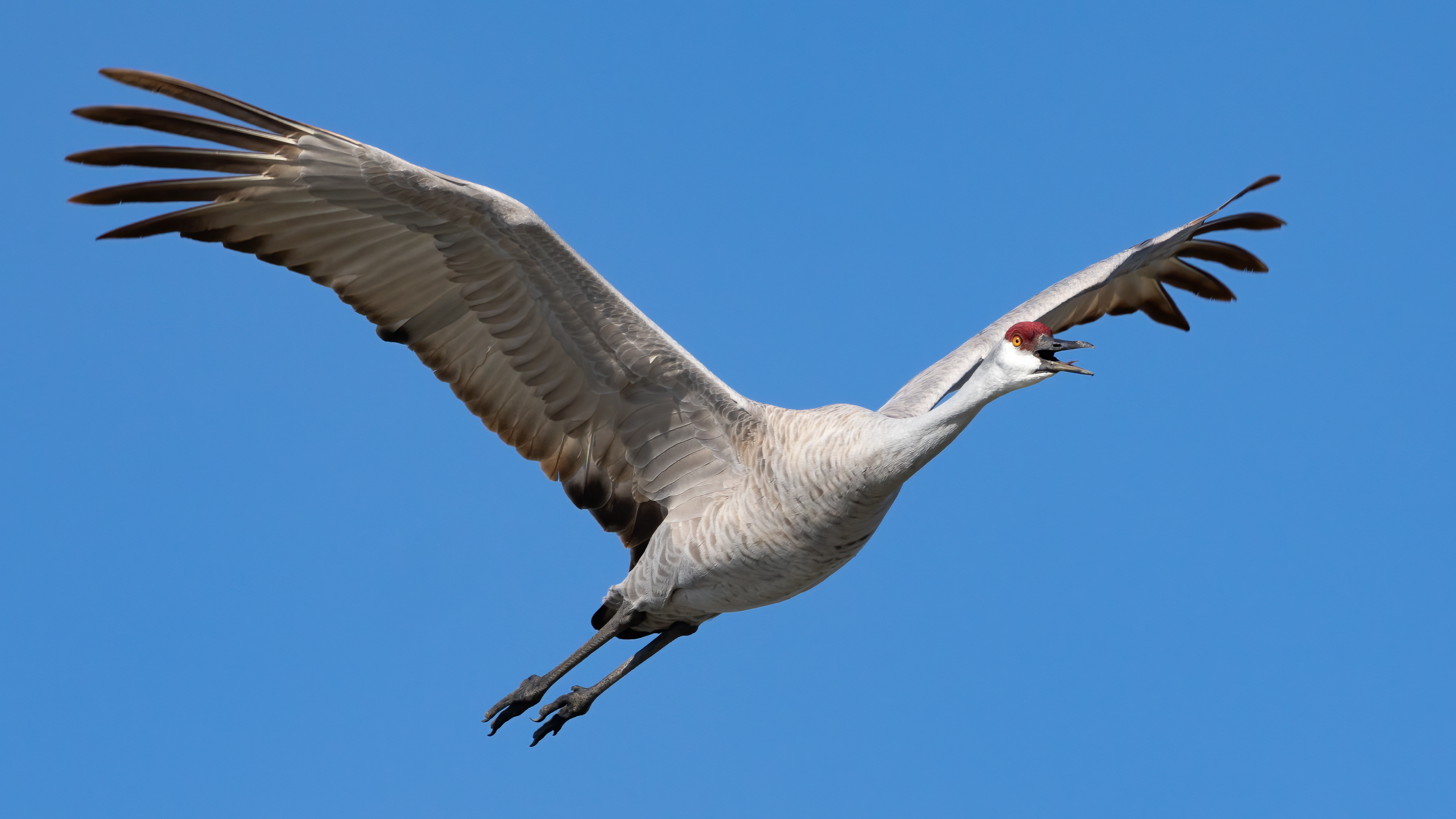
یک درنای شنزار در حال پرواز

ممکن است مردم با تشبیه شیء هنری اشتباه کنند. برای مثال، یک درنای تپه شنی یک شیء هنری نیست؛ یک شیء هنری، درنای تپه شنی نیست. در واقع، یک شیء هنری باید یک مصنوع نامیده شود. درنا به خودی خود حیات وحش است و یک شیء هنری نیست. این می‌تواند به تعریف سایتو از دیدگاه شناختی مرتبط باشد. در توضیح بیشتر، درنا در اکوسیستم‌های مختلفی مانند پارک ملی یلواستون زندگی می‌کند. طبیعت یک سیستم زنده است که شامل جانوران، گیاه و اکوسیستم‌ها می‌شود. در مقابل، یک شیء هنری هیچ بازسازی، تاریخچه تکاملی یا متابولیسمی ندارد. ممکن است فردی در جنگل باشد و آن را به دلیل فراوانی رنگ‌هایی مانند قرمز، سبز و زرد زیبا بداند. این نتیجه تعامل مواد شیمیایی با سبزینه است. تجربه زیبایی‌شناختی یک فرد ممکن است افزایش یابد؛ با این حال، هیچ‌یک از موارد ذکر شده هیچ ارتباطی با آنچه واقعاً در جنگل اتفاق می‌افتد، ندارند. کلروفیل انرژی خورشیدی را جذب می‌کند و مواد شیمیایی باقیمانده از درختان در برابر چرای حشرات محافظت می‌کنند.
هر رنگی که بازدیدکنندگان انسانی برای چند ساعت درک می‌کنند، کاملاً با آنچه واقعاً اتفاق می‌افتد متفاوت است. به گفته لئوپولد، سه ویژگی اکوسیستم‌ها که اخلاق زمین را ایجاد می‌کنند، یکپارچگی، پایداری و زیبایی هستند. هیچ‌یک از ویژگی‌های ذکر شده در طبیعت واقعی نیستند. اکوسیستم‌ها پایدار نیستند: آنها به طرز چشمگیری در حال تغییر هستند و یکپارچگی کمی دارند؛ بنابراین، زیبایی در چشم بیننده است.

## ادغام زیبایی‌شناسی طبیعت در فضای ساختهٔ دست بشر اقلیدسی
فضای ساخته دست بشر اقلیدسی را می‌توان با ادغام زیبایی‌شناسی طبیعت تغییر داد. الگوهای فراکتال با معرفی طرح‌های طبیعی آرامش‌بخش بصری، فرصتی برای بهبود فضاهای ساخته دست بشر ارائه می‌دهند. تحقیقات نشان می‌دهد که پیچیدگی‌های خاص فراکتال که شبیه الگوها در طبیعت هستند، ترجیح داده می‌شوند. سه آزمایش، طرح‌های مختلف فراکتال را بررسی کردند و نشان دادند که درک بینندگان از پیچیدگی الگو و تعامل با پیچیدگی فراکتال افزایش می‌یابد. این ادراکات در طرح‌ها، روش‌ها و پیشینه‌های فرهنگی مختلف ثابت مانده است.

## اهداف
در رویکردی پسامدرنیسم، وقتی فردی درگیر تحسین زیبایی‌شناختی یک چیز طبیعی می‌شود، به آن چیز معنا می‌بخشد و در آن معنا، نگرش‌ها، ارزش‌ها و باورهای خود را بیان و توسعه می‌دهد. علاقه ما به چیزهای طبیعی نه تنها بازتابی منفعل از تمایلات ماست، همان‌طور که کروچه آن را به عنوان تحسین طبیعت به عنوان نگاه کردن در آینه یا آنچه که می‌توانیم زندگی درونی خود بنامیم توصیف می‌کند؛ بلکه ممکن است چیزهایی باشد که در طبیعت با آنها مواجه می‌شویم و تخیل ما را درگیر و تحریک می‌کنند. در نتیجه، ما به چالش کشیده می‌شویم تا متفاوت فکر کنیم و افکار و تداعی‌ها را در موقعیت‌ها و روش‌های جدید به کار ببریم.
به عنوان توصیفی از ارزیابی هنر، زیبایی‌شناسان طبیعت استدلال می‌کنند که پست مدرنیسم دیدگاهی اشتباه است زیرا ما موردی نداریم که هر چیزی مجاز باشد. ارزیابی زیبایی‌شناختی هنر توسط برخی استانداردهای هنجاری اداره می‌شود. در دنیای هنر، نقد ممکن است زمانی اتفاق بیفتد که افراد دور هم جمع شوند و در مورد کتاب‌ها و فیلم‌ها بحث کنند یا منتقدان برای نشریات ارزیابی بنویسند. برعکس، موارد آشکاری از بحث و ارزیابی وجود ندارد که در آن قضاوت‌های مختلف در مورد زیبایی‌شناسی ماهیت طبیعت ارزیابی شود.